# اسندال (یوسف‌علی)
اسندال (به ترکی استانبولی: Esendal، به ارمنی: Արմաշեն) یک منطقهٔ مسکونی در ترکیه است که در یوسف‌علی واقع شده‌است. اسندال ۲۰۰ نفر جمعیت دارد.